# Кульська печера
Кульська печера (рос. Кульская) — карстова печера в Самаркандській області Узбекистану, на плато Кирктау, східних відрогах Зеравшанського хребта, гірської системи Паміро-Алай. Печера вертикального типу простягання. Загальна протяжність — 270 м. Глибина печери становить 225 м. Категорія складності проходження ходів печери — 2Б.